# Setsuko Hara
Setsuko Hara (jap. 原 節子 Hara Setsuko); właśc. Masae Aida (jap. 会田 昌江 Aida Masae; ur. 17 czerwca 1920 w Jokohamie, zm. 5 września 2015 w Kanagawie) – japońska aktorka najbardziej znana z ról w filmach reżysera Yasujirō Ozu, a w szczególności w głośnym dramacie Tokijska opowieść (1953).

## Kariera
Jako aktorka debiutowała na ekranie już jako 15-latka. Pierwszą ważną rolę zagrała w 1937 w filmie zrealizowanym w koprodukcji japońsko-niemieckiej Córka samurajów. W 1946 wystąpiła w pierwszym powojennym filmie Akira Kurosawy Nie żałuję swojej młodości. Rok później zagrała w filmie Bal w domu Anjo (1947) w reżyserii Kōzaburō Yoshimury, a następnie u Tadashiego Imai w obrazie Niebieskie góry (1949). W 1951 jeszcze raz spotkała się na filmowym planie z Kurosawą, grając w jego kolejnym filmie pt. Idiota, który był adaptacją powieści Fiodora Dostojewskiego. Jednak największe uznanie i popularność przyniosły jej role w filmach Yasujirō Ozu.
Setsuko Hara rozpoczęła swoją współpracę z Ozu pod koniec lat 40. rolą w filmie Późna wiosna (1949). W kolejnych latach poza, Tokijską opowieścią, zagrała jeszcze w 4 filmach reżysera; były to: Wczesne lato (1951), Zmierzch nad Tokio (1957), Późna jesień (1960) i Koniec lata (1961).
Ostatnim filmem w jakim zagrała był dramat historyczny 47 wiernych samurajów z 1962 w reżyserii Hiroshiego Inagaki.
W 1963 niespodziewanie wycofała się z aktorstwa (w tym samym roku zmarł Yasujirō Ozu). Od tego czasu mieszkała samotnie w mieście Kamakura nie udzielając się publicznie. Pozostaje symbolem złotej ery japońskiego kina lat 50.
Była nazywana „japońską Gretą Garbo”.